# Вогар (муніципалітет)
Вогар (ісл. Sveitarfélagið Vogar) — невеликий муніципалітет Ісландії, з центром в однойменному місті Воґар.